# アン・シュヴァリエ
アン・シュヴァリエ（Anne Chevalier, 1912年 – 1977年）またはレリ（Reri）は、フランス領ポリネシア出身の女優・歌手・ダンサー。

## 経歴
1912年、フランス人の父 Laurence Chevalier (フランス語教師。パペーテ市長を歴任)とポリネシア人の母のもと、タヒチ島パペーテに生まれる。出生名 Anna Irma Ruahrei Chevalier。パペーテでカトリックの女子校に通う。
16歳のときドイツの映画監督F・W・ムルナウに見出される。『タブウ』のヒロインを演じるポリネシア人少女を探していたムルナウであったが、シュヴァリエが抜擢された。『タブウ』は「最後の偉大なるサイレント映画の一つ one of the last of the great silent films」と称賛される。
シュヴァリエはこの映画の宣伝のため米国に行き、約1年間滞在した。1931年にはジーグフェルド・フォリーズのショーに出演しているほか、ハリウッドのスタジオを何か所か訪問している。その後ヨーロッパに行き、ベルリンでは『タブウ』のプレミアに登場、またパリとワルシャワでダンスショーに出演。
1934年、2作目の出演作となる『Black Pearl (Czarna perła)』が公開される（ポーランド人船員と結ばれたタヒチ女性の役）。オハイオ州では、異人種間結婚に対する州の政策のため上映禁止となった。ヨーロッパ滞在中は『Black Pearl』の共演者であるエウゲニウシュ・ボーデ（Eugeniusz Bodo）と関係を持ち、ポーランドメディアはシュヴァリエを妻と呼ぶことすらあった。しかし二人はすぐに別れ、シュヴァリエはタヒチに帰った。
1937年、ジョン・フォード監督の『ハリケーン』に端役で出演。
1977年、タヒチで死去。享年65。